# 野呂丈太郎

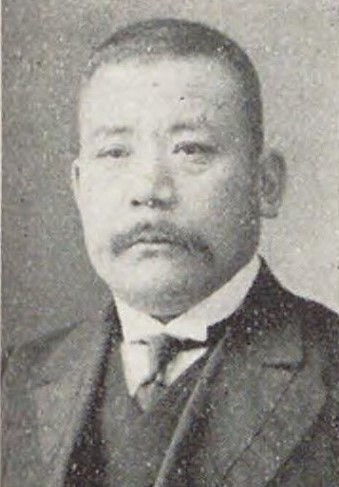
野呂丈太郎

野呂 丈太郎（のろ じょうたろう、1874年（明治7年）1月29日 - 1927年（昭和2年）10月3日）は、日本の実業家、政治家。衆議院議員。

## 経歴
埼玉県足立郡安行領根岸村（のち北足立郡神根村、現：川口市安行領根岸）で、染織業・野呂栄次郎の長男として生まれる。東京で警察官を務めながら法律学を学ぶ。その他、榊原鍵吉から剣術を学び、さらに柔道を修めた。父の病により帰郷し家業を継いだ。埼玉製織会社を設立して社長となり、茨城県で鉱山事業も営んだ。
政界では、神根村会議員、北足立郡会議員、埼玉県会議員などを務めた。1920年5月、第14回衆議院議員総選挙で埼玉県第一区から憲政会所属で出馬して当選し、衆議院議員を一期務めた。